# Трудовой стаж в Российской Федерации
Трудовой стаж — в законодательстве Российской Федерации время (продолжительность) трудовой или другой общественно полезной деятельности работника. Является основанием для возникновения права на пенсионное обеспечение, отпуск, получение пособия по временной нетрудоспособности, а также в ряде ситуаций — заработной платы. Основным документом, подтверждающим трудовой стаж, является трудовая книжка, а так же сведение о трудовой деятельности(ст. 2 ФЗ от 16.12.2019 №439-ФЗ). На случай утраты работодателями первичных документов о заработке работника Министерство труда и социального развития Российской Федерации и Пенсионный фонд Российской Федерации разработали специальные рекомендации.

## Виды трудового стажа
Различаются виды трудового стажа: общий и специальный.

### Общий трудовой стаж
Общий (в настоящее время-страховой) трудовой стаж определяется как суммарная продолжительность работы по трудовому договору, иной общественно-полезной деятельности и других периодов, указанных в законе, независимо от перерывов. При этом общий трудовой стаж является юридически значимым обстоятельством в сложном составе, порождающем возникновение или изменение правоотношений в связи с назначением страховых  пенсий по старости, по инвалидности, по случаю потери кормильца, а также некоторых других правоотношений в социальном обеспечении.
С 1 января 2002 года действует Федеральный Закон «О трудовых пенсиях в РФ», установивший новый порядок пенсионного обеспечения. В данном акте не фигурирует понятие общего трудового стажа, но вводится новое понятие — «страховой стаж — это учитываемая при определении права на трудовую пенсию суммарная продолжительность периодов работы и (или) иной деятельности, в течение которых уплачивались взносы в Пенсионный фонд РФ, а также иных периодов, засчитываемых в страховой стаж» (ст.2 Закона «О трудовых пенсиях»).
Более короткое определение страхового стажа даётся в Законе «Об индивидуальном (персонифицированном) учёте в системе государственного пенсионного законодательства», где под страховым стажем понимается суммарная продолжительность периодов трудовой деятельности застрахованного лица в течение его жизни, за которые уплачивались страховые взносы;
Введение и укрепление понятия «страховой стаж» полностью отражает суть современной пенсионной реформы в Российской Федерации, которая состоит в том, чтобы перевести всю пенсионную систему на принципы страхования. В предельно упрощённом виде это означает, что на размер пенсии должен влиять не стаж, не заработок, а только реально уплаченные в Пенсионный фонд РФ страховые взносы.
В соответствии с п.1 ст.10 Закона «О трудовых пенсиях», в страховой стаж включаются:
а) периоды работы и (или) иной деятельности, выполнявшиеся на территории Российской Федерации лицами, застрахованными в соответствии с законодательством Российской Федерации об обязательном пенсионном страховании (далее именуются — застрахованные лица);
б) периоды работы и (или) иной деятельности, указанные в подпункте «а» настоящего пункта, выполнявшиеся застрахованными лицами за пределами Российской Федерации, в случаях, предусмотренных законодательством Российской Федерации или международными договорами Российской Федерации, либо в случае уплаты страховых взносов в Пенсионный фонд Российской Федерации при добровольном вступлении в правоотношения по обязательному пенсионному страхованию;
Наряду с вышеназванными периодами работы и (или) иной деятельности, также засчитываются:
1. период прохождения военной службы, а также другой приравненной к ней службы, предусмотренной Законом Российской Федерации «О пенсионном обеспечении лиц, проходивших военную службу, службу в органах внутренних дел, Государственной противопожарной службе, учреждениях и органах уголовно-исполнительной системы, и их семей»;
2. период получения пособия по государственному социальному страхованию в период временной нетрудоспособности;
3. период ухода одного из родителей за каждым ребёнком до достижения им возраста полутора лет, но не более четырёх с половиной лет в общей сложности;
4. период получения пособия по безработице, период участия в оплачиваемых общественных работах и период переезда по направлению государственной службы занятости в другую местность для трудоустройства;
5. период содержания под стражей лиц, необоснованно привлечённых к уголовной ответственности, необоснованно репрессированных и впоследствии реабилитированных, и период отбывания наказания этими лицами в местах лишения свободы и ссылке;
6. период ухода, осуществляемого трудоспособным лицом за инвалидом I группы, ребёнком-инвалидом или за лицом, достигшим возраста 80 лет.

Периоды, предусмотренные выше, засчитываются в страховой стаж в том случае, если им предшествовали и (или) за ними следовали периоды работы и (или) иной деятельности (независимо от их продолжительности).
Принципиальным отличием новых законов является то, что для получения права на трудовую пенсию по старости достаточно иметь только пять лет страхового стажа (суммарной продолжительности периодов работы и (или) иной деятельности), в течение которых уплачивались страховые взносы в Пенсионный фонд РФ, а также иных периодов, засчитываемых в страховой стаж.
Непрерывный трудовой стаж ликвидирован.

### Специальный трудовой стаж
Специальный трудовой стаж — это суммарная продолжительность трудовой деятельности (независимо от количества и продолжительности перерывов в ней) в определённых отраслях народного хозяйства, в определённых профессиях, должностях и в определённых местностях, а также некоторые виды общественно-полезной деятельности. Такое определение содержал ранее действующий Закон РФ от 20 ноября 1990 г. N 340-I «О государственных пенсиях в Российской Федерации».
В обновлённом законодательстве Законе «О трудовых пенсиях»; Законе «О государственном пенсионном обеспечении в РФ» и Законе «О пенсионном обеспечении лиц, проходивших военную службу, службу в органах внутренних дел, учреждениях и органах уголовно-исполнительной системы, и их семей» понятие специальный трудовой стаж фактически уже не фигурирует.
Однако, то, что в ранее действующем законодательстве, называлось специальным трудовым стажем сохраняется и в новом пенсионном законодательстве. Но законодатель пошёл по пути сокращения льгот по пенсионному обеспечению. В этой связи из нового законодательства исключены пенсии по выслуге лет и льготный порядок исчисления стажа. В новом законе сохранены прежние правила исчисление специального трудового стажа в связи с особыми условиями работы, в том числе стаж по выслуге лет, и в связи с особыми социальными условиями. Предполагается, что в будущем он будет регулироваться специальным законом о профессиональных пенсиях.
С учётом специального трудового стажа, то есть суммарной продолжительности определённой трудовой деятельности (службы), устанавливается пенсия по старости в связи с особыми условиями труда, работой на Крайнем Севере, а также пенсия за выслугу лет.
Так, например, специальный трудовой стаж учитывается при установлении:
 — пенсии по старости в связи с особыми условиями труда (в стаж включается время инвалидности I и II групп вследствие профессионального заболевания или увечья, связанного с производством, на котором получено указанное увечье или заболевание);
 — времени начала выплаты пенсии в связи с работой на подземных работах, на работах с вредными условиями труда и в горячих цехах (в таких случаях пенсия устанавливается: мужчинам по достижении 50 лет и женщинам по достижении 45 лет, если они соответственно трудились не менее 10 лет и 7 лет и 6 месяцев и их общий трудовой стаж не менее 20 и 15 лет, а если не менее половины стажа приходится на подземные работы, на работы с вредными условиями труда и в горячих цехах, то пенсия назначается с уменьшением возраста на один год за каждый полный год такой работы мужчинам и женщинам).
Законодательство предусматривает также и другие случаи учёта специального трудового стажа.
Страховой и специальный трудовой стаж неразрывно связаны с назначением пенсии; момент назначения пенсии и её размер всецело зависят от продолжительности этих видов стажа.
В специальный трудовой стаж включаются очень ограниченные виды общественно полезной деятельности. Порядок включения периодов общественно полезной деятельности в специальный трудовой стаж устанавливается нормативными актами, предусматривающими порядок исчисления выслуги лет тем или иным категориям граждан. Среди таких нормативных актов необходимо выделить:
 — Федеральный закон от 27 мая 1998 г. N 76-ФЗ «О статусе военнослужащих» (с изм. и доп. от 31 декабря 1999 г., 19 июня, 7 августа, 27 декабря 2000 г., 26 июля, 30 декабря 2001 г., 7, 21 мая, 28 июня 2002 г.);
 — Федеральный закон от 12 января 1996 г. N 10-ФЗ «О профессиональных союзах, их правах и гарантиях деятельности» (с изм. и доп. от 21 марта, 25 июля 2002 г.);
 — Закон РФ от 18 июня 1992 г. N 3061-I "О внесении изменений и дополнений в Закон РСФСР «О социальной защите граждан, подвергшихся воздействию радиации вследствие катастрофы на Чернобыльской АЭС» (с изм. и доп. от 24 декабря 1993 г., 24 ноября 1995 г., 11 декабря 1996 г., 16 ноября 1997 г., 17 апреля, 5 июля 1999 г., 7 августа, 27 декабря 2000 г., 12 февраля, 6 августа, 29, 30 декабря 2001 г., 25 июля 2002 г.);
 — Постановление СМ РСФСР от 5 июля 1991 г. № 384 «О порядке назначения и выплаты пенсий за выслугу лет работникам лётно-испытательного состава» (в ред. от 12 августа 1992 г.);
 — Постановление Минтруда РФ от 22 мая 1996 г. № 29 "Об утверждении разъяснения «О порядке применения списков производств, работ, профессий, должностей и показателей, дающих в соответствии со статьями 12, 78 и 78.1 Закона РСФСР „О государственных пенсиях в РСФСР“ право на пенсию по старости в связи с особыми условиями труда и на пенсию за выслугу лет» (с изм. и доп. от 1 октября 1999 г.) и др.
Особым видом специального трудового стажа является и выслуга лет. Но в отличие от специального стажа, выслуга лет установленной продолжительности служит юридическим фактом, дающим право на пенсию независимо от возраста при условии увольнения с работы, в связи с которой назначается пенсия.
Круг субъектов, имеющих право на пенсию за выслугу лет, довольно широк. В него входят: работники, занятые на работах с особыми условиями труда; работники гражданской авиации; педагогические работники; лица, занятые лечебной и иной работой по охране здоровья населения; артисты и другие категории творческих работников; военнослужащие; государственные служащие./
Подробнее читайте: Специальный трудовой стаж

### Страховой стаж
Страховой стаж — учитываемая при определении права на трудовую пенсию суммарная продолжительность периодов работы и (или) иной деятельности, в течение которых уплачивались страховые взносы в Социальный фонд Российской Федерации, а также иных периодов, засчитываемых в страховой стаж.
Страховой стаж в настоящее время является условием назначения трудовой пенсии по старости (не менее 15 лет страхового стажа). Лицам, имеющим менее 15 лет страхового стажа, трудовая пенсия по старости не назначается (Федеральный закон от 28.12.2013 N 400-ФЗ «О страховых пенсиях в Российской Федерации»)
Внимание: Периоды деятельности, за которые не перечислялись страховые взносы или перечислялись с нарушением сроков, не включаются в страховой стаж. В настоящее время это является проблемой. Не все работодатели добропорядочны. Постановлением Конституционного Суда РФ от 10.07.2007 N 9-П положения пункта 1 данной статьи признаны противоречащими Конституции РФ в той мере, в какой они позволяют не включать периоды работы, за которые не были уплачены полностью или в части страховые взносы, в страховой стаж.
В соответствии со статьями 10 и 11 ФЗ N 173 в страховой стаж включаются следующие периоды и виды работ:
1. периоды работы и (или) иной деятельности, которые выполнялись на территории Российской Федерации, при условии, что за эти периоды уплачивались страховые взносы в Пенсионный фонд Российской Федерации;
2. Периоды работы и (или) иной деятельности, которые выполнялись за пределами территории Российской Федерации, включаются в страховой стаж в случаях, предусмотренных законодательством Российской Федерации или международными договорами Российской Федерации, либо в случае уплаты страховых взносов в Пенсионный фонд Российской Федерации; и иные периоды:
3. период прохождения военной службы, а также другой приравненной к ней службы, предусмотренной Законом Российской Федерации «О пенсионном обеспечении лиц, проходивших военную службу, службу в органах внутренних дел, Государственной противопожарной службе, органах по контролю за оборотом наркотических средств и психотропных веществ, учреждениях и органах уголовно-исполнительной системы, и их семей»;
4. период получения пособия по обязательному социальному страхованию в период временной нетрудоспособности;
5. период ухода одного из родителей за каждым ребёнком до достижения им возраста полутора лет, но не более 4,5 лет в общей сложности (с 01.01.2014 г.);
6. период получения пособия по безработице, период участия в оплачиваемых общественных работах и период переезда по направлению государственной службы занятости в другую местность для трудоустройства;
7. период содержания под стражей лиц, необоснованно привлечённых к уголовной ответственности, необоснованно репрессированных и впоследствии реабилитированных, и период отбывания наказания этими лицами в местах лишения свободы и ссылке
8. период ухода, осуществляемого трудоспособным лицом за инвалидом I группы, ребёнком-инвалидом или за лицом, достигшим возраста 80 лет;
9. период проживания супругов военнослужащих, проходящих военную службу по контракту, вместе с супругами в местностях, где они не могли трудиться в связи с отсутствием возможности трудоустройства, но не более пяти лет в общей сложности.

Иные периоды включаются в страховой стаж, если им предшествовали или за ними следовали периоды деятельности, указанные в пунктах 1-2.